# Vršac
Vršac er en by i det nordøstlige Serbien, med et indbyggertal (pr. 2002) på cirka 54.369. Byen ligger i distriktet Syd-Banat, i den autonome provins Vojvodina.
45°7′N 21°18′Ø / 45.117°N 21.300°Ø
- Wikimedia Commons har flere filer relateret til Vršac